# تشارلز كرامر (محامي)
تشارلز كرامر (بالإنجليزية: Charles Kramer)‏ هو محامي أمريكي، ولد في 1916، وتوفي في 23 مارس 1988.